# 弗拉姆納斯鎮區 (明尼蘇達州史蒂文斯縣)
弗拉姆納斯鎮區（英語：Framnas Township）是位於美國明尼蘇達州史蒂文斯縣的一個行政鎮區。

## 地方資料
弗拉姆納斯鎮區的面積為93.37平方千米，當中陸地面積為86.88平方千米，而水域面積為6.49平方千米。根據2020年美國人口普查的數據，當地共有人口346人，而人口密度為每平方千米3.71人。